# Pteris hirtula
Pteris hirtula är en kantbräkenväxtart som först beskrevs av Carl Frederik Albert Christensen, och fick sitt nu gällande namn av Conrad Vernon Morton. Pteris hirtula ingår i släktet Pteris och familjen Pteridaceae. Inga underarter finns listade.